# Roy Jacobsen
Roy Jacobsen, född 26 december 1954 i Oslo, är en norsk författare. Jacobsen debuterade 1982 med novellsamlingen Fangeliv. Han är bosatt i Oslo. Han har varit nominerad till Nordiska rådets litteraturpris för romanerna Seierherrene 1991 och Frost 2004.

## Biografi
Roy Jacobsen är uppväxt i Groruddalen i Oslo. Han har haft en rad olika yrken innan han blev författare på heltid 1990, och bland annat har han jobbat som valfångare, snickare, lärare och vårdbiträde på en psykiatrisk klinik. 
Under åren 1979–1986 bodde han på Solfjellsjøen i Dønna kommun i Nordland. Hans egen uppväxt i Groruddalen utgjorde materialet för den brett anlagda genombrottsromanen Seierherrene (svenska: Segerherrarna) från 1991, som kretsar kring det som kallas den stora klassresan. Genom en enkel familjs historia i två generationer skildras hur människorna i Norge inom loppet av 80 år har förflyttat sig från agrar- och proletärsamhällets nedärvda, påtvungna betingelser och upp i ett postindustriellt, högteknologiskt utbildnings- och välfärdssamhälle med stora valmöjligheter, men också till en delvis helt nyskapad identitetsfödelse för många. 
Jacobsens produktion är varierad. Där inkluderas korta, psykologiska noveller och bredare anlagda romaner, med teman från exempelvis Islands sagatid och 1900-talets krigshistoria. 
Roy Jacobsen är medlem av Det Norske Akademi for Sprog og Litteratur.

## Priser och utmärkelser
- 1982 – Tarjei Vesaas debutantpris för Fangeliv[4]
- 1989 – Kritikerpriset för Det kan komme noen[5]
- 1991 – Bokhandlarpriset för Seierherrene[6]
- 1994 – Ivar Lo-priset för Segerherrarna[7]
- 2003 – Riksmålsförbundets litteraturpris
- 2005 – Gyldendalpriset
- 2005 – Ungdomens kritikerpris för Hoggerne
- 2009 – Bokhandlarpriset för Vidunderbarn[1]
- 2012 – Doblougska priset